# Les Filles d'aujourd'hui
Singles de Joyce Jonathan
 Le Bonheur
(2016) Je ne veux pas de toi
(2017)
Les Filles d'aujourd'hui est une chanson française écrite, composée et interprétée par Joyce Jonathan et Vianney en 2016.
Cette chanson est extraite de son 3ème album Une place pour moi, paru le 5 février 2016.

## Réception
Le vidéo-clip est considéré comme un succès. En effet, le clip a été vu plus de 73 000 000 fois et reçoit plus de 250 000 visites par jour en moyenne.

## Classements des ventes
| Pays                 | Meilleure position | Ventes          | Certifications |
| -------------------- | ------------------ | --------------- | -------------- |
| France               | 45                 | France : 75 000 | France : Or    |
| Belgique francophone | -                  | -               | -              |